# Pierre de Villaines
Pierre de Villaines, mort le 3 septembre 1360 au Château de Neuilly-la-Forêt (Normandie), est un évêque français du XIVe siècle, à Auxerre (1344-1347) puis à Bayeux (1347-1360).

## Biographie

### Évêché d'Auxerre
Pierre de Villaines est nommé 71e évêque d'Auxerre par Clément VI en 1344 après Noël, en succession de Jean de Blangy. Mais il diffère son entrée à Auxerre de plus de deux ans, et se présente à Auxerre six semaines après avoir assisté au concile de Sens du 14 mars 1347. Il est cependant actif pour Auxerre pendant cette période : il autorise le doyen Dreux Jourdain à fonder dans l'église Saint-Mamert à Auxerre une chapelle dédiée à saint Pèlerin et saint Germain, par lettre datée du 7 janvier 1345.
La cérémonie de son installation se déroule le premier mai 1347. Comme il ne prévient pas les quatre barons supposés y assister (Auxerre, Saint-Vérain, Toucy et Donzy), parmi eux seul le comte d'Auxerre Jean de Chalon est présent (probablement parce qu'il habite la ville même). Il profite de cette festivité pour passer un accord avec Jean de Chalon sur les limites de leurs justices respectives sur Auxerre.
Malgré son absence du diocèse, il fait fortifier et garnir d'artillerie les châteaux de Regennes (une possession de l'évêché d'Auxerre sur Appoigny) et de Villechaul près de Cosne ; érige une chapelle dans la maison épiscopale d'Hodan, où il fait aussi faire une chambre dans le style en usage pour le roi ; et affranchit ses vassaux d'Hodan moyennant une redevance annuelle de grain et autres choses payables par chaque famille et manoir. Son successeur immédiat, Bernard Le Brun (1347-1348), tentera en vain d'annuler cet affranchissement des gens d'Hodan.
Il est l'un des pères du concile tenu à Paris contre les juges séculiers en 1347,.
Un fait curieux mérite d'être noté. En juin 1347 le pape Clément VI adresse à l'évêque d'Autun Guy II (ou Guido II) de La Chaume, au doyen de Saint-Aré (diocèse de Limoges) et à Jean de Séguran chanoine de Bourges, une bulle leur faisant savoir qu'une prébende de l'église d'Auxerre possédée par Pierre Albert étant vacante à la suite de la résignation de ce dernier, et que par ailleurs ayant connaissances des bonnes dispositions de Guillaume Albert âgé de neuf ans et en considération de la demande du cardinal-prêtre de Saint-Jean-et-Saint-Paul, lui pape confère ladite prébende à Guillaume Albert ; et charge les commissaires de le faire recevoir malgré les difficultés que l'évêque et le clergé d'Auxerre pourraient faire.

### Évêché de Bayeux
La même année de son installation à Auxerre, Pierre sollicite en 1347 sa translation à l'évêché de Bayeux, qui lui est accordée.
En 1355 Pierre approuve la fondation de l'église collégiale de Croissanville (Calvados actuel). 
Bayeux ayant été assiégé en 1356 par les troupes anglo-navarraises, il peut se retirer dans son château de Neuilly, où il apprend l'incendie et le pillage de Bayeux sa ville épiscopale.
Après sa mort, le corps de Pierre de Vilaines demeure pendant 80 ans dans la chapelle de Neuilly sans être inhumé, à cause des censures papales qu'il avait encourues pour n'avoir point payé les annates.